# Grimmia pflanzii
Grimmia pflanzii là một loài Rêu trong họ Grimmiaceae. Loài này được Broth. mô tả khoa học đầu tiên năm 1912.